# LICENSE (長渕剛のアルバム)
『LICENSE』（ライセンス）は、日本のミュージシャンである長渕剛の10枚目のスタジオ・アルバム、およびアルバムの8曲目に収録された楽曲である。
1987年8月5日に東芝EMIのエキスプレスレーベルからリリースされた。前作『STAY DREAM』（1986年）よりおよそ9ヶ月ぶりにリリースされた作品であり、作詞・作曲およびプロデュースは全て長渕が担当している。
レコーディングにはギタリストとして笛吹利明、矢島賢が参加しており、マスタリングはニューヨークのマスターディスクにてハウィー・ウェインバーグによって行われた。音楽性としては前作に続きアコースティックサウンドが主体であるが、一部の曲ではドラムスを加えロック、レゲエなどの音楽性を採り入れている。
TBS系テレビドラマ『親子ジグザグ』（1987年）の主題歌として使用された先行シングル「ろくなもんじゃねえ」を収録している。
オリコンチャートでは最高位1位を獲得し、第29回日本レコード大賞ではアルバム大賞を受賞した。

## 背景
前作『STAY DREAM』（1986年）リリース後、長渕は11月11日の大阪城ホールより翌1987年2月25日の大阪城ホールに至るまで、全国11都市全11公演におよぶライブツアー「LIVE'86 - '87 STAY DREAM」を開催した。
前作の完成以降、自らが書くべき歌の姿を、原点である故郷鹿児島、そして自分を含めた家族に見出した長渕は、本作にてそれらを反映させている。なお、タイトルナンバーである『LICENSE』では、生まれ育った鹿児島での生活を振り返り、彼が30歳にして初めて取得した普通自動車免許を手に、空路羽田に降り立つ両親を、これまでの感謝の気持をもって迎えようと、空港まで車を運転する長渕自身の姿を淡々と描いている。
音楽以外の活動としては、テレビドラマ『親子ゲーム』（1986年）に出演後、12月20日には初出演となった映画『男はつらいよ 幸福の青い鳥』（1986年）が公開され、『親子ゲーム』にて共演した志穂美悦子と再度の共演を果たした。
さらにその後、前作をスケールアップさせたテレビドラマ『親子ジグザグ』が4月10日から8月21日まで放送され、その最中に主題歌「ろくなもんじゃねえ」（1987年）を5月25日にシングルとしてリリースした。なお、本作では志穂美ではなく安田成美と共演している。

## 録音
長渕の通算10枚目となるオリジナルアルバムで、全収録曲が瀬尾一三との共同アレンジによって製作された。
ドラマ撮影を挟んでの過密スケジュールもあって、たった2週間でレコーディングは完了した。
本作から笛吹利明、矢島賢の両氏が本格的に長渕のレコーディングに参加するようになる。
本作のマスタリングはニューヨークのマスターディスクにて、ビースティ・ボーイズやニルヴァーナなどを手掛けた事で知られるエンジニア、ハウィー・ウェインバーグによって施された。

## 音楽性
ほぼ弾き語りでレコーディングされた前作『STAY DREAM』から再びバンドサウンドにはなったが、一時期のロックサウンドとは打って変わり、楽器数も少なく、極めてシンプルなフォークロックに仕上げられている。
文芸雑誌『別冊カドカワ 総力特集 長渕剛』では、「バブル絶頂期。（中略）そんな時代に突き付けたのが本作。これはもう戦時下の反戦歌だ。KKKの集会でブルースを歌うようなものだ」、「ドキュメンタリーフィルムそのものであるアルバム表題曲。未だに人気の高い『ろくなもんじゃねえ』。さまざまな方向からさまざまな声が飛び出す『He・la-He・la』は多重人格か、魂のつぶやきか。独白と歌の狭間に巣食う『パークハウス 701 in 1985』。愛というものの外側を愛でるのではなく、内側を舐めている『何の矛盾もない』。今どき流行りのスケコマシまがいのバラードが束になってもかなわない」と表記されている。
文芸雑誌『文藝別冊 長渕剛 民衆の怒りと祈りの歌』では、「R&Bのうねったボーカルが魅力的な『He・la-He・la』は圧巻。（中略）『LICENSE』は貧しかった子ども時代に家族で暮らしていたころの風景と、そのふるさとから上京する両親を免許を取ったばかりの息子が空港まで迎えに行くというストーリーがあり、何方かと言えば抽象的な粋がりソングとは異なる情趣がある」と表記されている。

## リリース
1987年8月5日に東芝EMI／エキスプレスより、レコード、カセットテープ、CDの3形態でリリースされた。
2006年2月8日に24ビット・デジタルリマスター、紙ジャケット仕様で再リリースされた。

## プロモーション
本作に関するプロモーションとしては、シングル「ろくなもんじゃねえ」のヒットを受け、TBS系音楽番組『ザ・ベストテン』（1978年 - 1989年）に出演した他、日本レコード大賞にてアルバム賞を受賞した事を受け、12月31日にTBS系音楽番組『輝く!日本レコード大賞』（1959年 - ）に出演し、「ろくなもんじゃねえ」、「LICENSE」を演奏した。

## アートワーク
このアルバムにてライナーノートが復活し、脚本家の黒土三男が執筆している。長渕が本免許取得後、助手席に初めて乗った人物は黒土である。

## ツアー
本作を受けてのコンサートツアーは「LIVE'87 LICENSE」と題し、1987年9月8日の静岡市民文化会館を皮切りに18都市全20公演が行われた。前ツアーとは異なりバックバンドによる演奏も付加したものとなった。また、本ツアーの模様は後にライブビデオ『LICENSE』として1988年1月25日にリリースされている。本ツアーから参加したギタリスト笛吹利明は、以降もギターのみならず、バンドマスターとして長らく長渕のツアーに深く関与することとなる。

## 批評
| 専門評論家によるレビュー             | 専門評論家によるレビュー |
| レビュー・スコア                     | レビュー・スコア         |
| 出典                                 | 評価                     |
| ------------------------------------ | ------------------------ |
| CDジャーナル                         | 肯定的                   |
| 別冊カドカワ 総力特集 長渕剛         | 肯定的                   |
| 文藝別冊 長渕剛 民衆の怒りと祈りの歌 | 肯定的                   |

- 音楽情報サイト『CDジャーナル』では、「生来のギターのうまさに加え、バラード中心の本作では言葉のひとつひとつを噛み締めるが如くていねいに歌っている」と肯定的な評価を下している[7]。

- 文芸雑誌『別冊カドカワ 総力特集 長渕剛』において音楽ライターの藤井徹貫は、「時代や時勢に盾突いても、自分の歌を曲げなかったのである。1曲目の『泣いてチンピラ』から、抑えようのない苛立ちが噴き出す。そこで心臓をわし掴みにされたファンも少なくないだろう」、「時代という背景やアーティストが置かれていた状況を抜きに、1曲の歌として接しても素晴らしいものばかり。独創的だ」と肯定的な評価を下している[4]。

- 文芸雑誌『文藝別冊 長渕剛 民衆の怒りと祈りの歌』においてライターの水越真紀は、「（『泣いてチンピラ』に関して）同曲の「膝を抱え～」というフレーズは、長渕剛の歌詞に常に共存する粋がりと脆さの葛藤を象徴し、なおかつ、シンプルでバリエーションも多くはない言葉だけで、いや、だからこそ多くの男の子たちの心を掴むのであろうその歌詞世界を豊かにする"不可解な快さ"の好例ではないか」と肯定的な評価を下している[5]。

- 1987年度に開催された第29回日本レコード大賞にてアルバム大賞を受賞している。ファンによる人気投票でも1位に選出されることが多い。アレンジを手掛けた瀬尾一三は、その翌年、中島みゆきのアルバム『グッバイ ガール』にて全曲アレンジ&プロデュースを行っている。以降、CHAGE and ASKAのアレンジメントからは距離を置き、両ミュージシャンとの間での活動を中心に据えるようになる。

## チャート成績
オリコンチャートでは最高位1位となり、売り上げはレコード・カセットテープを合わせて約12万枚、CDのみでは約18万枚の合計約30万枚となった。また、2006年の再発版では最高位213位となった。

## 収録曲

### LP盤 / CT盤
| 全作詞・作曲: 長渕剛、全編曲: 瀬尾一三、長渕剛。 |                                                      |        |            |      |
| #                                                | タイトル                                             | 作詞   | 作曲・編曲 | 時間 |
| 1.                                               | 「泣いてチンピラ」(NAITE CHINPILA)                   | 長渕剛 | 長渕剛     | 4:28 |
| 2.                                               | 「PLEASE AGAIN」                                     | 長渕剛 | 長渕剛     | 5:26 |
| 3.                                               | 「パークハウス 701 in 1985」(PARK HOUSE 701 in 1985) | 長渕剛 | 長渕剛     | 6:25 |
| 4.                                               | 「ろくなもんじゃねえ」(ROKUNAMON-JA-NE)              | 長渕剛 | 長渕剛     | 4:11 |
| 5.                                               | 「He・la-He・la」                                    | 長渕剛 | 長渕剛     | 4:32 |
| 合計時間:                                        | 合計時間:                                            | 25:02  |            |      |

| #         | タイトル                               | 作詞  | 作曲・編曲 | 時間 |
| --------- | -------------------------------------- | ----- | ---------- | ---- |
| 6.        | 「SITTING IN THE RAIN」                |       |            | 4:17 |
| 7.        | 「花菱にて」(HANABISHI-NI-TE)          |       |            | 5:57 |
| 8.        | 「LICENSE」                            |       |            | 6:41 |
| 9.        | 「何の矛盾もない」(NANNO-MUJUN-MO-NAI) |       |            | 6:21 |
| 合計時間: | 合計時間:                              | 23:16 |            |      |

### CD盤
| 全作詞・作曲: 長渕剛、全編曲: 瀬尾一三、長渕剛。 |                                                      |        |            |      |
| #                                                | タイトル                                             | 作詞   | 作曲・編曲 | 時間 |
| 1.                                               | 「泣いてチンピラ」(NAITE CHINPILA)                   | 長渕剛 | 長渕剛     | 4:28 |
| 2.                                               | 「PLEASE AGAIN」                                     | 長渕剛 | 長渕剛     | 5:26 |
| 3.                                               | 「パークハウス 701 in 1985」(PARK HOUSE 701 in 1985) | 長渕剛 | 長渕剛     | 6:25 |
| 4.                                               | 「ろくなもんじゃねえ」(ROKUNAMON-JA-NE)              | 長渕剛 | 長渕剛     | 4:11 |
| 5.                                               | 「He・la-He・la」                                    | 長渕剛 | 長渕剛     | 4:32 |
| 6.                                               | 「SITTING IN THE RAIN」                              | 長渕剛 | 長渕剛     | 4:17 |
| 7.                                               | 「花菱にて」(HANABISHI-NI-TE)                        | 長渕剛 | 長渕剛     | 5:57 |
| 8.                                               | 「LICENSE」                                          | 長渕剛 | 長渕剛     | 6:41 |
| 9.                                               | 「何の矛盾もない」(NANNO-MUJUN-MO-NAI)               | 長渕剛 | 長渕剛     | 6:21 |
| 合計時間:                                        | 合計時間:                                            | 48:18  |            |      |

### 曲解説

#### A面
1. 「泣いてチンピラ」 - NAITE CHINPILA
歌詞には、東京に出てきて最初に生活していたアパートの描写がある。後にシングルカットされた。
2. 「PLEASE AGAIN」
3. 「パークハウス 701 in 1985」 - PARK HOUSE 701 in 1985
4. 「ろくなもんじゃねえ」 - ROKUNAMON-JA-NE
ドラマ『親子ジグザグ』の主題歌としてリリースされたシングル版と同じ音源ではあるが、チャンネルを左右逆にしている為、ギターとピアノがそれぞれ逆になっている。
5. 「He・la-He・la」
ライブでの定番曲。人間関係の中でのやりきれなさと怒りを自嘲気味に表現している曲。

#### B面
1. 「SITTING IN THE RAIN」
2. 「花菱にて」 - HANABISHI-NI-TE
「花菱」とは、江東区門前仲町にある料亭の名前である。俳優の石倉三郎が経営しているという話があるが、実際は彼の妻の経営。この曲はTBSのドラマ演出家と花菱にて会食していた際に、酔った演出家が全学連の話を始め、「俺たちは戦った」、「お前らの世代は闘争を知らない」と述べたため長渕は「スポンサーに媚びやがって、本当に作りたいものを作ってねえだろ! 戦ってねえじゃねえか!」と反論し大喧嘩となり、腹の虫が収まらない長渕が帰宅後すぐに制作した曲である[9]。
3. 「LICENSE」
長渕の幼年期の想い出で始まり、そして育ててくれた両親を出迎えるために、取得間もない免許を携え、羽田空港（東京国際空港）まで車で向かうという主旨の歌。この歌に於ける父親との回想場面は、後に『鶴になった父ちゃん』（アルバム『Come on Stand up!』収録）で再び登場する。
なお、歌詞中に登場する、繊維工場はカクイ株式会社の工場、操車場はJR九州鹿児島総合車両所、河川は鹿児島市を流れる「新川」と考えられる。
4. 「何の矛盾もない」 - NANNO-MUJUN-MO-NAI
後に再婚することになった志穂美悦子に捧げた1曲として知られている。2004年（平成16年）8月21日の桜島オールナイトコンサートでは、セミファイナルでこの歌が歌われている。また、台湾出身の歌手である欧陽菲菲が中国語でカヴァーしている。

## スタッフ・クレジット

### 参加ミュージシャン
- 長谷部徹 - ドラムス
- 今泉正義 - ドラムス
- 岡沢茂 - ベース
- 美久月千晴 - ベース
- 矢島賢 - エレクトリックギター
- 古川健二 - エレクトリックギター
- 笛吹利明 - アコースティック・ギター
- 長渕剛 - アコースティック・ギター、ハーモニカ
- 山里剛 - アコースティック・ギター
- 中西康晴 - キーボード
- 瀬尾一三 - キーボード
- 浜田良美 - バックグラウンドボーカル
- 古川健二 - バックグラウンドボーカル
- 土肥二朗 - バックグラウンドボーカル
- EVE - バックグラウンドボーカル
- 友田グループ - ストリングス

### スタッフ
- 山里剛（ヤマハ音楽振興会） - ディレクター
- 陣山俊一（ユイ音楽工房） - ディレクター
- 下河辺晴三（東芝EMI） - ディレクター
- 石塚良一 - レコーディング・エンジニア、リミックス・エンジニア
- 佐藤晴彦 (EPICURUS) - アシスタント・エンジニア
- ハヤカワカズノリ (EPICURUS) - アシスタント・エンジニア
- 宮内広 (SOUND VALLEY) - アシスタント・エンジニア
- ハウィー・ウェインバーグ - マスタリング・エンジニア
- 荒木浩三 (MUSIC LAND) - ミュージシャン・コーディネーター
- ないとうみつこ（ヤマハ音楽振興会） - スタジオ・コーディネーター
- てんまいちろう (CREWBIE OFFICE) - エキップメント
- 田中義則（ユイ音楽工房） - チーフ・マネージャー
- 和井内貞宣（ユイ音楽工房） - パーソナル・マネージャー
- 石田徳夫（ヤマハ音楽振興会） - プロモーター
- 渋谷高行（ユイ音楽工房） - プロモーター
- 鈴木博一（東芝EMI） - プロモーター
- 瀧口幸男（東芝EMI） - プロモーター
- 次田勝広 - アート・ディレクター
- 大川奘一郎 - 写真撮影
- テリー中本 - スペシャル・サンクス
- TSUYOSHI CLUB - スペシャル・サンクス

## リリース履歴
| No. | 日付         | レーベル              | 規格     | 規格品番                      | 最高順位 | 備考                                           |
| --- | ------------ | --------------------- | -------- | ----------------------------- | -------- | ---------------------------------------------- |
| 1   | 1987年8月5日 | 東芝EMI／エキスプレス | LP CT CD | ETP-90482 ZH28-1875 CA32-1500 | 1位      |                                                |
| 2   | 2006年2月8日 | 東芝EMI／エキスプレス | CD       | TOCT-25952                    | 213位    | 24ビット・デジタルリマスター、紙ジャケット仕様 |